# Pál Teleki

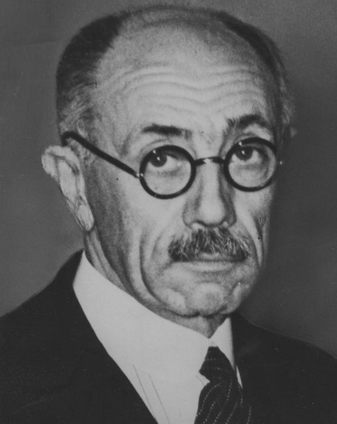
Pál Teleki (um 1940)

Pál (Paul) Graf Teleki von Szék [paːl ˈtɛlɛki], (ungarisch széki gróf Teleki Pál, * 1. November 1879 in Budapest, Österreich-Ungarn; † 3. April 1941 ebenda) war vom 19. Juli 1920 bis 14. April 1921 und vom 16. Februar 1939 bis zu seiner Selbsttötung Ministerpräsident des Königreichs Ungarn. Neben seiner politischen Karriere war er auch als Kartograph und Professor für Geographie tätig und hatte hohe Positionen in der ungarischen Pfadfinderbewegung inne.

## Herkunft und frühe Jahre
Am 1. November 1879 wurde Teleki als Kind einer hochgebildeten und weltoffenen, begüterten Adelsfamilie aus Siebenbürgen geboren. Sein Vater, Graf Géza Teleki (1843–1913) war ebenfalls Politiker und Abgeordneter des Ungarischen Reichstages; er heiratete 1871 die 19-jährige Irene Murati (Muratisz; 1852–1941), die Tochter eines griechischen Kaufmanns in Budapest. Zu seinem Umfeld gehörten bedeutende Politiker und Naturforscher. Das gab auch den Anstoß zu der späteren Berufswahl des Sohnes als Professor für Geographie.

## Politische Laufbahn

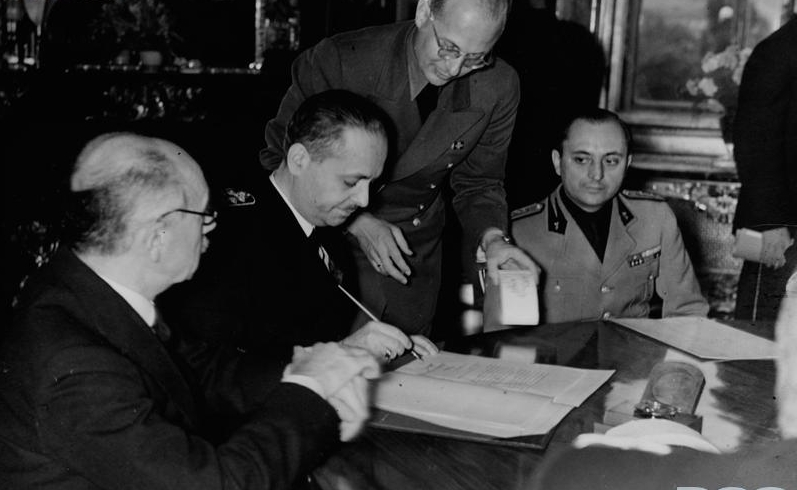
Der ungarische Außenminister István Csáky unterschreibt den Zweiten Wiener Schiedsspruch 1940, links Teleki

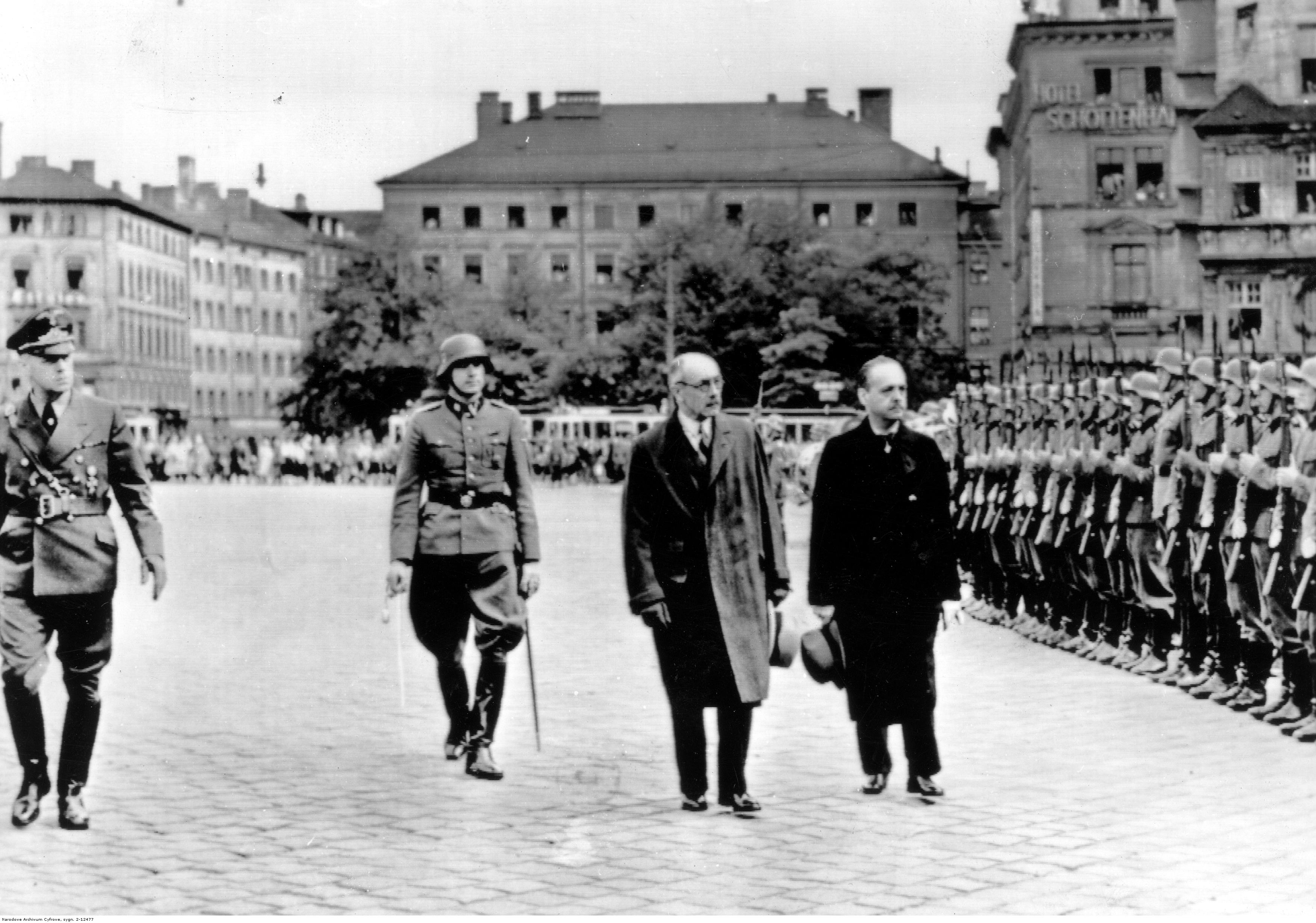
Ribbentrop, Teleki und Csáky in München 1940

Vor dem Zerfall Österreich-Ungarns war Teleki ein treuer Anhänger des Hauses Habsburg. Mit dem verlorenen Ersten Weltkrieg und seinen Folgen wurde er schlagartig in eine neue Wirklichkeit gestoßen. Soziale und politische Gegensätze brachen auf; alte Seilschaften gingen auseinander. Er war ein konservativer Idealist, der sehr mit den Unzulänglichkeiten seiner Mitmenschen zu kämpfen hatte. Zuletzt sollte er zum Rufer in der Wüste werden, den alle, Pfadfinder wie Politiker, verlassen hatten. Zu Telekis Fernzielen gehörte auch sein Streben nach einer sozialen Erneuerung Europas, an deren Ende eine rein christliche Werteordnung auf pfadfinderischem Fundament stehen sollte. Gesundheitlich war Teleki in allgemein schlechter Verfassung, die ihm viel Kraft für seine öffentlichen Auftritte abverlangte.
Nach dem Ersten Weltkrieg verlor Ungarn mit dem Vertrag von Trianon 71 Prozent seines Staatsgebietes und 59 Prozent seiner Bürger. Die Revisionsforderungen blieben bis 1945 Hauptziel der ungarischen Außenpolitik und Teleki als Politiker ihr bedeutendster Vertreter. Als „Architekt und Vater der Revision“ ging er in die Geschichte Ungarns ein.
In dem Chaos seiner Zeit wollte der Universitätslehrer Teleki Ordnung schaffen. Daher unterbrach er sein Lehramt und schlug eine politische Laufbahn ein. Mit seiner Partei Keresztény Nemzeti Egyesülés Pártja (KNEP, Partei der Christlichen Nationalen Vereinigung) erreichte er 1920 eine Regierungsbeteiligung. Die erste Periode als Ministerpräsident (1920–1921) begann er mit der Festigung der Staatsmacht. Teleki löste die Verbände des sogenannten „Weißen Terrors“ auf, der sich immer wieder gegen Juden und linke politische Gruppierungen wandte. In diesem Zuge beendete er auch die Tätigkeit des größten antisemitischen Vereins. Gleichzeitig entzog er den Kommunisten die rechtliche Grundlage und schränkte die Aufnahme von Juden an ungarischen Universitäten durch den Numerus clausus ein, der den Anteil der jüdischen Studenten auf ihren prozentualen Anteil an der Gesamtbevölkerung begrenzte. Der Numerus clausus wurde von Polen übernommen und sollte dort an vielen Universitäten üblich werden. Nach neun Monaten an der Spitze der Regierung kehrte der europaweit anerkannte Geograph an seinen Universitätslehrstuhl zurück.
Teleki hatte sich schon früh mit den verbündeten deutsch-österreichisch-ungarischen Rechtsradikalen auseinandersetzen müssen. Nach dem gescheiterten Kapp-Putsch in Berlin (12. bis 17. März 1920) und inmitten des Bürgerkriegs in Russland war Horthys Ungarn, das Lager der siegreichen Gegenrevolution, die letzte Hoffnung der extremen Rechten. Die Kapp-Putschisten hatten dort Unterstützung und Unterschlupf erhalten. Jetzt suchten die Nationalisten neue Wege, die Ordnung des Versailler Vertrages zu stürzen. Der mit christen- und judenfeindlichen Ideen (u. a. Weltverschwörungstheorie: Kirche – Freimaurer – Hochfinanz – Judentum) vertraute General Erich Ludendorff, im Ersten Weltkrieg als Erster Generalquartiermeister neben Generalfeldmarschall Hindenburg an der Spitze des kaiserlichen Heeres, nun Kopf der deutschen Rechtsradikalen, wollte mit einer „Weißen Internationalen“ Europa aufrollen. Dabei sollten unter anderem die kirchen- und zarentreuen Truppen in Russland, die Weißgardisten, in ihrem Kampf gegen den Kommunismus durch gefälschte Rubel unterstützt werden. Reichsverweser Horthy war begeistert; in Ungarn sollte die Geldfälscherwerkstatt eingerichtet werden. Doch das ungarische Außenministerium, allen voran Teleki, damals Minister, lehnte die Pläne zum Druck von gefälschten Rubelnoten in Ungarn rundheraus ab und wollte Ludendorff auch nicht indirekt unterstützt haben.
Eine andere Aktion der ungarischen Regierung, bei der französische Franc-Noten gefälscht werden sollten, wurde von Teleki jedoch mitgetragen, nicht zuletzt um Frankreich, dem vermeintlichen Hauptschuldigen von Trianon, zu schaden. Im Keller des staatlichen Kartographischen Instituts, dessen Leiter Teleki war, wurde die Fälscherwerkstatt eingerichtet. Bis Herbst 1925 konnten rund 35.000 französische Tausend-Franc-Noten fertiggestellt werden. Die Bündel mit den gefälschten Noten wurden sogar vom katholischen Bischof István Zadravetz feierlich gesegnet.
1938/1939 war Teleki Kultusminister und von 1939 bis 1941 wiederum Ministerpräsident.

## Der bedeutende Geograph

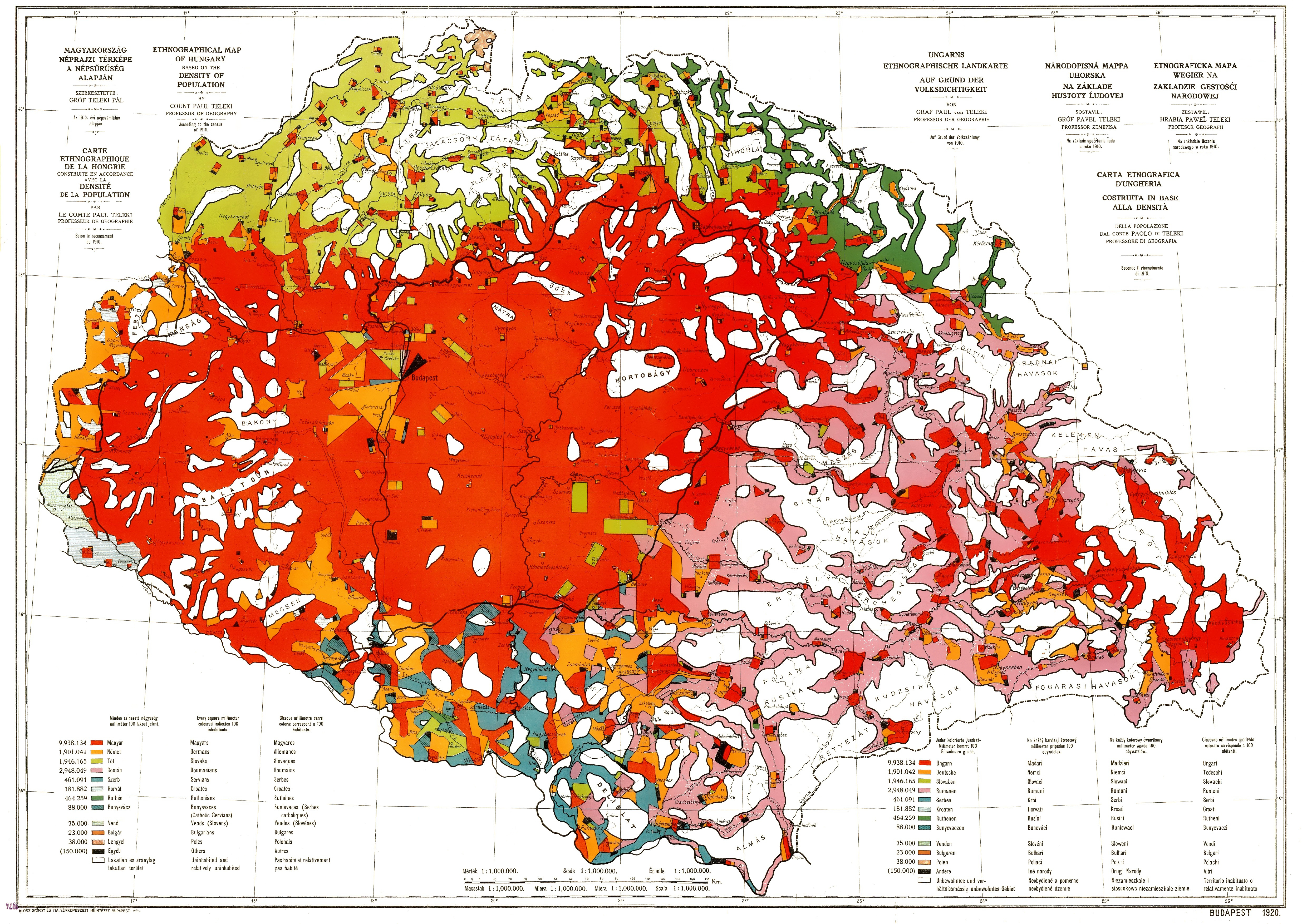
Carte Rouge

Bis heute gilt Telekis geographische Tätigkeit als Mitglied der Mossul-Kommission unter Fachleuten als überzeugendes Lehrstück modernen Minderheitenschutzes. Um 1920 wurde die nordirakische Provinz Mossul zum Streitfall zwischen der Türkei und Großbritannien. Großbritannien hatte diese türkische Provinz nach dem Ersten Weltkrieg militärisch besetzt, um sich die dortigen Ölvorkommen zu sichern. Die Türkei war nach dem Scheitern von Verhandlungen vor den Völkerbund gezogen, um ihre Rechte einzuklagen; dabei ging es auch um ethnische Fragen. Der Völkerbund rief daraufhin eine Untersuchungskommission mit Teleki als Geograph ins Leben. Dieser besuchte die Provinz und fertigte genaue Karten an. Nach dreimonatiger gründlicher Arbeit konnte er eine Lösung der Streitfragen vorlegen. Seine Vorschläge implizierten eine vorausschauende Minderheitenpolitik. Zudem fertigte er auf Basis der Bevölkerungsdichte 1919 die ethnographische Carte Rouge an, die von ungarischer Seite bei den Verhandlungen zum Vertrag von Trianon (1920) verwendet wurde. 1939 wurde er in die Leopoldina aufgenommen.

## Das Pfadfindertum
Teleki ließ sich schon früh vom internationalen Pfadfindertum begeistern. Er wurde Mitglied beim Magyar Cserkészszövetség (MCsSz), dem bedeutendsten ungarischen Pfadfinderbund. In den zwanziger Jahren kann dessen Ausstrahlung auf das deutsche Pfadfindertum nur noch mit dem der Ideen von John Hargrave verglichen werden. Es besteht kein Zweifel, dass die Zahl der aus dem Ungarischen ins Deutsche übersetzten Pfadfinderromane, Schauspiele und Erziehungsschriften alle anderen ausländischen Neuerscheinungen in den damaligen deutschen Pfadfinderverlagen übertraf. Außerdem pflegten fast alle deutschen Pfadfinderbünde der damaligen Zeit Verbindungen nach Ungarn. Das Pfadfindertum wurde Telekis bedeutendste Nebenbeschäftigung, der er sein Leben lang verpflichtet war. Mit ihm glaubte er, seine Träume von einem modernen Ungarn verwirklichen zu können. 1922 erhielt Teleki seine Ernennung zum Bundesfeldmeister. Er war auch Vorsitzender des Bundesrates, gab dieses Amt aber nach kurzer Zeit wieder ab.

### Die Blütezeit der ungarischen Pfadfinder
Der Pfadfinderbund hatte Teleki auch wegen dessen Ansehen in sein oberstes Amt gewählt; Horthy wünschte ihn ebenfalls an der Spitze der Jugend. Nun war der Bund jedoch erschrocken, als Teleki mehr wollte als nur repräsentieren. In seiner Denkschrift zur Wahl schrieb er:
„Das Amt des Bundesfeldmeisters kann entweder ein Amt der Hoffärtigkeit sein oder zu einer echten Schaltstelle an der Spitze einer anerkannt wichtigen Bewegung werden. Zum ersten Fall erübrigt sich jedes Wort. So einen Bundesführer können wir nicht brauchen. Im zweiten Fall ist es anders. Hier macht die Arbeit aber nur dann einen Sinn, wenn auch die Regierung den Wert der Pfadfinderschaft erkennt und anerkennt. Nur in diesem Falle wird die Bewegung ein allgemein erzieherisches Faktum in der Gesellschaft werden.“
Teleki machte die Pfadfinderbewegung zu einer ungarischen Sache ersten Ranges. Es gehörte jetzt in Ungarn einfach dazu, dass die Kinder zu den Pfadfindern gingen. Die Regierung unterstützte die Führer dabei nach Kräften; Stämme wuchsen wie Pilze aus dem Boden; überall im Land gab es Zeltplätze und Seepfadfinderabteilungen. 1933 zählte man allein fünf Flugplätze für Pfadfinderflieger.
All diese Leistungen waren im Gesamten dem Wirken unzähliger begeisterter bekannter und unbekannter Pfadfinder und Förderer zu verdanken, doch Teleki hatte sicher größten Anteil daran. Wegen seiner schlechten Gesundheit musste er indes das oberste Amt im Bund bald wieder aufgeben, blieb aber Ehrenbundesfeldmeister.
1924 protestierte er in aller Öffentlichkeit gegen den lauter werdenden Vorwurf, dass die Pfadfinderschaft eine militante und politische Bewegung sei. Diese unberechtigten Vorwürfe wurden über viele Jahre wiederholt.
Für Deutschlands Pfadfinderbewegung wurde Teleki durch seine Arbeit beim Internationalen Büro des Weltpfadfinderverbandes in London bedeutend. In dieser Eigenschaft arbeitete er mit führenden Vertretern des damaligen deutschen Pfadfindertums, besonders Amtsgerichtsrat Eberhard Plewe vom Deutschen Pfadfinderbund (DPB), zusammen. 1931 gelang dem Gespann Teleki-Plewe auf der Internationalen Konferenz in Baden bei Wien die internationale Anerkennung des Deutschen Pfadfinderverbandes (DPV), eines Dachverbands, dem die bedeutendsten deutschen Pfadfinderbünde jener Zeit angehörten. Zudem konnte Teleki die Vertreter dieser Konferenz überzeugen, dass das ungarische Gödöllő vom 1. bis 16. August 1933 Austragungsort des Weltpfadfindertreffens wurde. Der MCsSz ernannte Teleki zum Lagerleiter, und vom ungarischen Kabinett erhielt er den Titel eines Regierungskommissars. Nicht zuletzt waren diese Erfolge sicher eine Folge seiner sehr persönlichen Freundschaft mit dem Gründer der Weltpfadfinderbewegung, dem ehemaligen General Lord Robert Baden-Powell.

#### Das Weltpfadfindertreffen (Jamboree) von Gödöllö

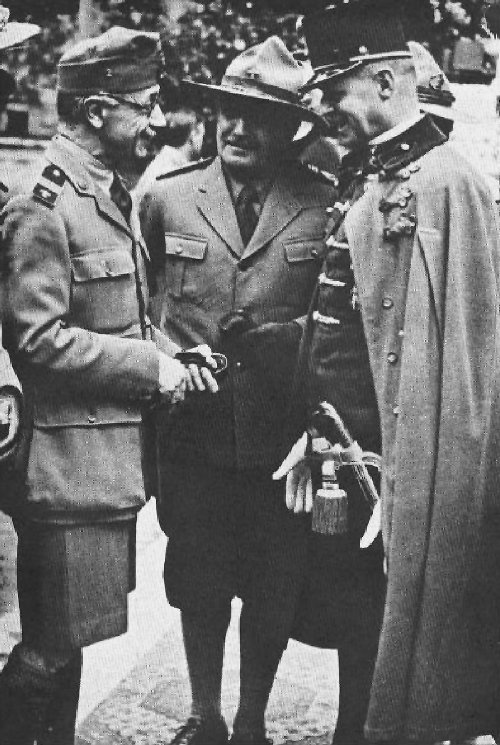
Teleki 1933 in Pfadfinderkluft auf dem Weltpfadfindertreffen in Gödöllő (links)

Ein wichtiger Punkt bei der Wahl Ungarns als Austragungsort des Weltjamborees, den die bisherige deutsche Jamboree-Forschung vernachlässigt hat, war der Einfluss Lord Rothermeres in der britischen Presse. Dem Multimillionär gehörten neben der Londoner Tageszeitung Daily Mail noch andere Blätter mit Millionenauflage. 1927 wurde er an einem Roulettetisch im Casino von Monte Carlo auf der Suche nach Skandalen und Geschichten für seine Zeitungen auf das Schicksal Ungarns nach 1918 aufmerksam gemacht. Rothermere war betroffen und widmete sich im folgenden Jahrzehnt publizistisch und persönlich der ungarischen Sache. In Ungarn gab es ernsthafte Bestrebungen, Rothermere zum König auszurufen, die Pfadfinder hielten ebenfalls vielfältigen Kontakt. Sein Einfluss auf die Wahl Ungarns als Austragungsort des Jamborees ist nachgewiesen.
Seit Trianon trugen die ungarischen Pfadfinder als Zeichen der Trauer um die Einheit ihres Landes das Reiherfedersteppengras aus den Weiten der Puszta an ihren Hüten. Dies war ein wertvolles propagandistisches Mittel, da die Ungarn damit auf internationalen Lagern sofort auffielen und nach dem Sinn dieses exotischen Gewächses gefragt wurden.
Teleki wollte jedoch nicht, dass die ungarischen Pfadfinder auf internationalen Lagern als einseitig politisierte Revisionisten erschienen und damit der völkerverbindende Sinn der Bewegung verloren ging. Er wollte vielmehr, dass die ungarischen Pfadfinder das höchste Niveau des Weltpfadfindertums repräsentierten. Daher gab er beispielsweise für das Jamboree in Ungarn 1933 folgende Weisung an die Führer aus:
„Wir wissen, das große Unglück Ungarns ist Trianon, und wir wissen, dass das Jamboree eine ausgezeichnete nationale Propaganda ist. Doch unsere Pfadfinder dürfen auf dem Lager nicht über Trianon sprechen – nur wenn sie danach gefragt werden. Dann aber müssen sie über alles genaue Auskunft geben können.“

## Die Selbsttötung
Als Hitler nach dem Putsch in Belgrad sogleich Pläne aufstellte, um Jugoslawien zu besetzen, bot er Ungarn die Rückgewinnung aller im Vertrag von Trianon verlorenen Gebiete an, falls es sich am Feldzug beteilige. Sogar die Annexion Kroatiens stellte er in Aussicht und versprach, sich bei Mussolini für eine Rückgabe der von Italien annektierten Hafenstadt Rijeka einzusetzen. Dieses verlockende Angebot führte bei Horthy, der militärischen Führung und der Mehrheit im Kabinett und Parlament zu einem raschen Stimmungswandel zugunsten eines möglichst schnellen Kriegseintritts, gegen den Ministerpräsident Teleki mit seinem strikten Neutralitätskurs allein blieb. In der Presse setzte eine rabiate antijugoslawische Propaganda mit angeblichen Gräueltaten gegen die ungarische Minderheit ein.
Bei der Sitzung des Obersten Militärrats am 1. April 1941 konnte Teleki nur noch für einen Kompromiss eintreten: Ungarn sollte erst einmarschieren, wenn sich Kroatien für unabhängig erklärt und damit Jugoslawien de facto zu existieren aufgehört hätte. Überdies sollten die ungarischen Truppen nur bis zur historischen Landesgrenze von 1918 vorrücken, aber keine weiteren Gebiete annektieren. Diese Lösung wurde mit 7 zu 4 Stimmen (die für einen vollen Kriegseintritt ohne Vorbehalte votierten) angenommen.
Als Teleki darauf die Meldung erhielt, dass Großbritannien dies als Kriegsgrund gegen Ungarn ansehen würde, musste er sich das völlige Scheitern seiner Politik eingestehen. Kurz nach Mitternacht des 3. April schrieb er dem Reichsverweser zwei Briefe (vgl. unten) und erschoss sich. Seine verzweifelte Tat bewirkte wahrscheinlich, dass das Vereinigte Königreich von einer Kriegserklärung an Ungarn absah und vorerst nur die diplomatischen Beziehungen wegen der Besetzung jugoslawischen Gebietes abbrach. Präsident Horthy ernannte László Bárdossy zum nachfolgenden Ministerpräsidenten.

## Die Abschiedsbriefe

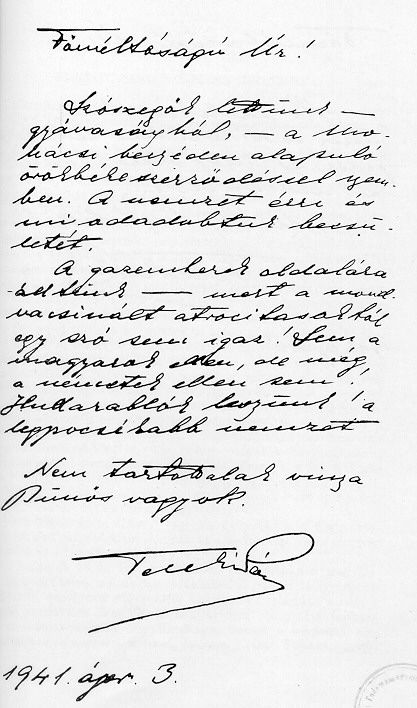
Erster Abschiedsbrief

Ungarisches Original der beiden Briefe:
„Főméltóságú Úr!

Szószegők lettünk – gyávaságból – a mohácsi beszéden alapuló örökbéke szerződéssel szemben. A nemzet érzi, és mi odadobtuk becsületét. A gazemberek oldalára álltunk – mert a mondvacsinált atrocitásokból egy szó sem igaz! Sem a magyarok ellen, de még a németek ellen sem! Hullarablók leszünk! A legpocsékabb nemzet. Nem tartottalak vissza. Bűnös vagyok. Teleki Pál“
„Főméltóságú Úr!

Ha cselekedetem nem is sikerülne teljesen, és még élnék, ezennel lemondok. Mély tisztelettel, Teleki Pál“
Deutsche Übersetzung:
„Euer Durchlaucht!

Wir sind wortbrüchig geworden – aus Feigheit – gegenüber dem auf der Rede von Mohács beruhenden Vertrag über ewigen Frieden. Die Nation spürt es, und wir haben unsere Ehre hingeschleudert. Wir sind auf die Seite der Schurken getreten, denn an den an den Haaren herbeigezogenen Gräueltaten ist kein Wort wahr! Weder gegen die Ungarn, noch gegen die Deutschen! Leichenschänder werden wir! Die jämmerlichste Nation. Ich habe dich nicht zurückgehalten. Ich bin schuldig.

Pál Teleki“
„Euer Durchlaucht!

Auch wenn meine Tat nicht gänzlich gelingen sollte und ich noch lebe, trete ich hiermit zurück. In tiefer Verehrung,

Pál Teleki“

## Antisemitismus
Teleki hat als Politiker entscheidend zur Einführung und Umsetzung antisemitischer Gesetzgebung in Ungarn beigetragen. Während er 1919 bei den Friedensverhandlungen von Trianon, in denen es darum ging, in einem bestimmten Gebiet möglichst viele „Ungarn“ vorzuweisen, die ungarischen Juden als „Ungarn“ bezeichnete, „die hervorragende ungarische Schriftsteller, Künstler und Wissenschaftler“ gestellt hätten, beschrieb er 1920 den angeblichen Konflikt zwischen „christlichen Ungarn“ und „Ostjuden“ als „eine Frage von Leben und Tod“. Unter seiner Regierung führte Ungarn im September 1920 als erstes europäisches Land nach dem Ersten Weltkrieg judenfeindliche Gesetze ein, den Numerus clausus, der den Juden den Zugang zu ungarischen Universitäten nur ihrem absoluten Bevölkerungsanteil entsprechend gestattete. 1939 spielte er eine entscheidende Rolle bei der Einführung des Gesetzes Nr. IV „Betreffend die Einschränkung der Juden im öffentlichen und wirtschaftlichen Leben“, das entsprechende Quoten für die Teilnahme oder vielmehr für den Ausschluss der Juden vom Wirtschafts- und Geistesleben vorgab.

## Nachleben

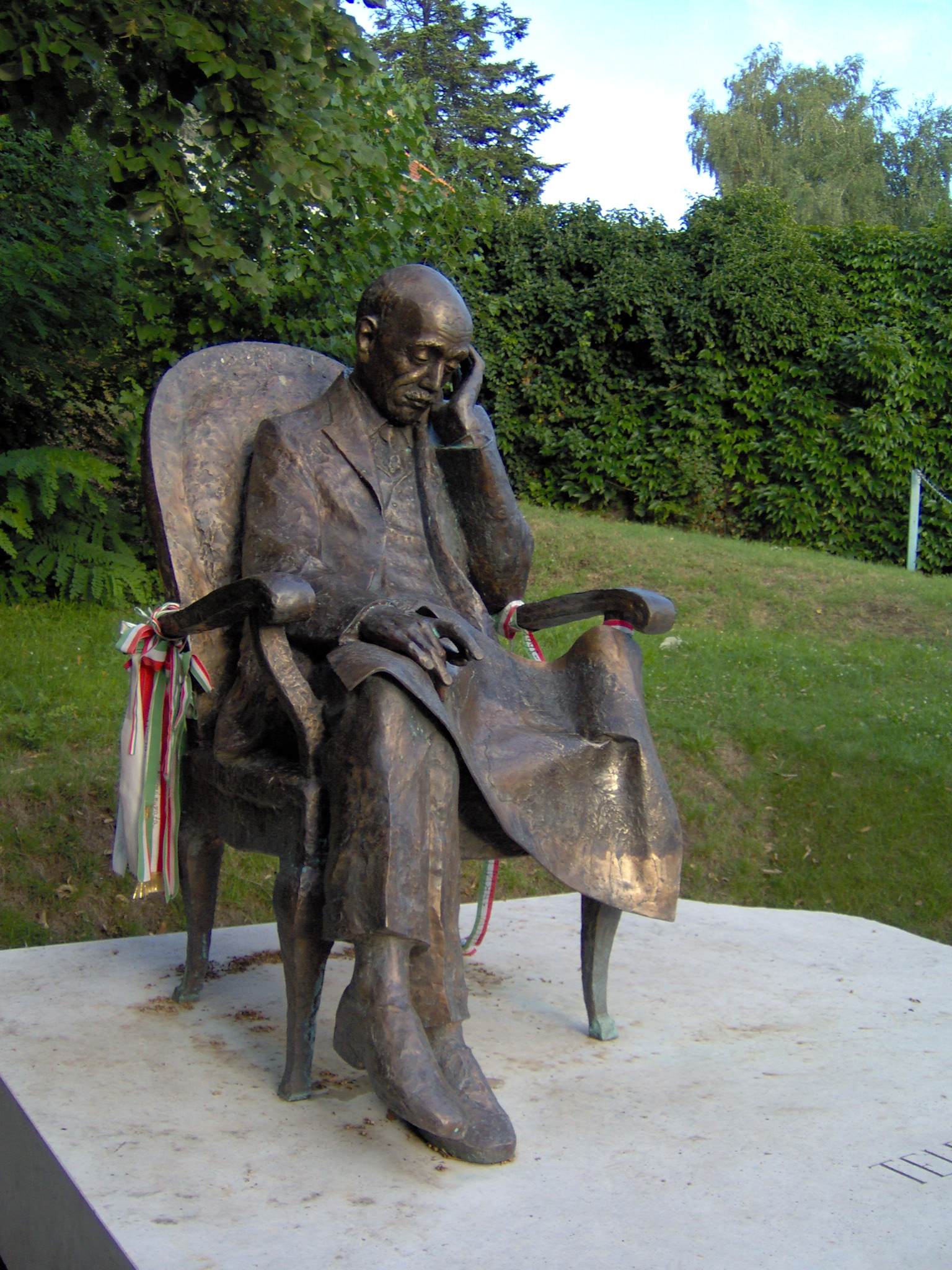
Statue von Pál Teleki in Balatonboglár

2004 wollte ein privater Verein mit Unterstützung von Oberbürgermeister Gábor Demszky zum Todestag Telekis am 3. April eine Statue für ihn im Innenhof der Budapester Burg aufstellen. Da Teleki in seiner Amtszeit zweimal judenfeindliche Gesetze erlassen hatte, welche administrativ und sozial den Holocaust in Ungarn vorbereitet haben, kam es zu heftigen Protesten, denen sich auch Demszkys Partei SZDSZ anschloss, worauf der Oberbürgermeister seine Unterstützung zurückzog. Diese Gesetze betrafen 564.500 ungarische Juden, von denen allein in den neun Wochen vom 15. Mai bis 9. Juli 1944 437.402 nach Auschwitz deportiert wurden. Einige Wochen später wurde das Denkmal (von Tibor Rieger) im Garten der katholischen Kirche von Balatonboglár aufgestellt. In dieser kleinen Stadt am Balaton wurde während der Zeit des Zweiten Weltkrieges ein von der Regierung Teleki eingerichtetes Gymnasium für polnische Flüchtlinge betrieben. Bis zu seiner Schließung nach dem Beginn der deutschen Besetzung Ungarns (19. März 1944) war es in dieser Zeit das einzige freie polnischsprachige Lehrinstitut im kontinentalen Europa.